# Dikasterij za međureligijski dijalog
Dikasterij za međureligijski dijalog (lat. Dicasterium pro dialogue inter religiones) jedan je od dikasterija Rimske kurije.

## Povijest
Na nedjelju Duhova 1964. papa Pavao VI. osnovao je poseban odjel Rimske kurije za odnose s osobama drugih religija. U početku poznat kao Tajništvo za nekršćane, 1988. je godine dobio novi naziv Papinsko vijeće za međureligijski dijalog. Apostolskom konstitucijom pape Franje Praedicate Evangelium, od 19. ožujka 2022., postaje Dikasterij za međureligijski dijalog.

## Priroda i namjena dikasterija
Dikasterij promiče međureligijski dijalog, u skladu s duhom Drugoga vatikanskog sabora, posebice koncilske deklaracije Nostra Aetate (NA).
U duhu deklaracije Nostra Aestate, objavljene 28. listopada 1965., dikasterij dobiva sljedeće odgovornosti:
- promicanje uzajamna razumijevanja, poštovanja i suradnje Katoličke Crkve i vjernika drugih religija,
- poticanje istraživanja religija,
- promicanje obuke pojedinaca za vođenje dijaloga.

Dikasterij nije odgovoran za područje odnosa Katoličke Crkve i Hebreja, odnosno Židova. To je odgovornost zasebnog povjerenstva osnovanog pri Dikasteriju za promicanje jedinstva kršćana.

## Metodologija dikasterija
Dijalog je postavljen na dvojni komunikacijski sustav. Uključuje govorenje i slušanje, davanje i primanje, radi međusobnog razvoja i obogaćivanja. Riječ je o dijalogu koji je svjedočanstvo vlastite vjere, ali ujedno i otvorenost prema vjeri drugih. To nije izdaja poslanja Crkve, niti je to nova metoda obraćenja na kršćanstvo.
Tako je utvrđeno u enciklici pape Ivana Pavla II. Redemptoris Missio. Istodobno, to se stajalište očitovalo u dva dokumenta koja je objavio ovaj dikasterij: Odnos Katoličke crkve prema sljedbenicima drugih religija, promišljanja i usmjerenja dijaloga i poslanja (1984.), te Dijalog i navještaj (1991.), potonji je objavljen zajedno s tadašnjom Kongregacijom za evangelizaciju naroda, danas Dikasterijem za evangelizaciju.
Iako je Papinsko vijeće središnji ured za dijalog u Katoličkoj Crkvi, takav se dijalog uglavnom vodi kroz mjesne Crkve. Mnoge mjesne Crkve imaju povjerenstva za dijalog na područnoj i nacionalnoj razini. Dikasterij blisko surađuje s tim povjerenstvima, potičući njihovo formiranje tamo gdje još ne postoje.
U obzir se uzima ekumenska dimenzija međureligijskog dijaloga. Vijeće održava stalne odnose s odgovarajućim uredom Svjetskog vijeća Crkava.
Dikasterij za međureligijski dijalog ograničava svoj rad u području religijskih pitanja. Njegova nadležnost ne proteže se na društveno-politička pitanja. Rimska kurija ima različite odjele, s posebnim nadležnostima. O pojedinim pitanjima raspravlja se na međudikasterijskim sastancima.

## Djelatnosti dikasterija
- Prijem posjetitelja: Dikasterij prima brojne posjete predstavnika religijskog svijeta. Pozivaju ih na dijalog s osobljem dikasterija. Ponekad olakšavaju audijencije kod Pape. Osim toga, održavaju se susreti s biskupima koji dolaze u Rim, u povodu njihovih pohoda ad limina apostolorum te s drugim skupinama posjetitelja.
- Posjeti: prefekt i tajnik posjećuju mjesne Crkve, kako bi se neposrednije upoznali s mjesnim prilikama i potaknuli oblike dijaloga. U takvim se prigodama susreću s predstavnicima drugih religija i raznih institucija kako bi bolje promicali razumijevanje i suradnju.
- Sastanci: Dikasterij organizira sastanke ili još češće sudjeluje na sastancima koje promoviraju druga tijela, na područnoj, nacionalnoj ili međunarodnoj razini. Ovi sastanci mogu biti bilateralni ili multilateralni.
- Publikacije: objavljene su knjige i brošure o različitim aspektima međureligijskog dijaloga. Dikasterij obično objavljuje zbornike konferencija koje organizira. Od 1995. godine objavljuje se popis organizacija za međureligijski dijalog (Interreligious Dialogue Directory). Osim toga, bilten Pro Dialogue izlazi redovito tri puta godišnje, a sadrži Crkvene dokumente o dijalogu, različite članke i informacije o aktivnostima dijaloga u svijetu.

## Povjerenstvo za odnose s muslimanima
U Dikasteriju za međureligijski dijalog (DMD) postoji posebno Povjerenstvo za odnose s muslimanima. Sastoji se od predsjednika, dopredsjednika i tajnika, a uključuje i malu grupu od osam savjetnika. Bavi se proučavanjem različitih aspekata odnosa između kršćana i muslimana.

## ZakladaNostra Aetate
Dikasterij za međureligijski dijalog (DMD) je osnovao i zakladu koja ima za cilj promicanje dijaloga, posebice dodjeljivanjem stipendija znanstvenicima drugih religija koji žele proučavati kršćanstvo.

## Kronologija uprave

### Prefekti
- Kardinal Paolo Marella (19. svibnja 1964. – 26. veljače 1973.)
- Kardinal Sergio Pignedoli (6. ožujka 1973. – 15. lipnja 1980.)
  - Nadbiskup Jean Jadot (27. lipnja 1980. – 8. travnja 1984.) (propredsjednik)
  - Kardinal Francis Arinze (8. travnja 1984. – 27. svibnja 1985.) (propredsjednik)
- Kardinal Francis Arinze (27. svibnja 1985. – 1. listopada 2002.)
- Nadbiskup Michael Louis Fitzgerald, M.Afr. (1. listopada 2002. – 15. veljače 2006. imenovan apostolskim nuncijem u Egiptu; Papa Franjo ga je 2019. imenovao kardinalom)
- Kardinal Paul Poupard (11. ožujka 2006. – 25. lipnja 2007.)
- Kardinal Jean-Louis Tauran (25. lipnja 2007. – 5. srpnja 2018.)
- Kardinal Miguel Ángel Ayuso Guixot, MCCI (25. svibnja 2019. – )

### Tajnici
- Svećenik Pierre Humbertclaude, SM (1964. – 1973.)
- Svećenik Pietro Rossano (1973. – 1982.; imenovan pomoćnim biskupom Rima i rektorom Papinskog lateranskog sveučilišta)
- Svećenik Marcello Zago, OMI (1983. – 1986.)
- Nadbiskup Michael Louis Fitzgerald, M. Afr. (1987. – 2002.; imenovan predsjednikom istog dikasterija)
- Nadbiskup Pier Luigi Celata (2002. – 2012.)
- Biskup Miguel Ángel Ayuso Guixot, MCCI (2012. – 2019.; imenovan prefektom istog dikasterija)
- Svećenik Indunil Janakaratne Kodithuwakku Kankanamalage (3. srpnja 2019. – )

### Dotajnici
- Svećenik Joseph Cuoq, M. Afr. (1965. – 1969.)
- Svećenik Pietro Rossano (1966. – 1973.; imenovan tajnikom)
- Svećenik John Bosco Masayuki Shirieda, SDB (1974. – 1999.)
- Svećenik Felix Anthony Machado (1999. – 2008.; imenovan nadbiskupom dijeceze Nashika)
- Svećenik Andrew Thanya-anan Vissanu (2008. – 2012.)
- Svećenik Indunil Janakaratne Kodithuwakku Kankanamalage (2012. – 2019.; imenovan tajnikom istog dikasterija)
- Svećenik Paulin Batairwa Kubuya, SX (11. studenog 2019. – )

## Povezana tijela
- Sveta Stolica
- Papinski institut za arapske i islamske studije
- Papinsko vijeće za dijalog s nevjernicima